# Bernardo Lejderman Konujowska
Bernardo Lejderman Konujowska fue un ciudadano argentino, profesor, detenido junto a su esposa la mexicana María del Rosario Ávalos Castañeda por militares chilenos quienes ejecutaron a este matrimonio el 8 de diciembre de 1973 en la localidad de Gualliguaica, comuna de Vicuña, región de Coquimbo. Tenía 30 años a la fecha de la detención, ambos eran padres de un hijo, Ernesto.

## Un matrimonio argentino-mexicano en Chile
Bernardo Lejderman Konujowska nació en Buenos Aires, en una familia de origen judío. En México conoció a María del Rosario Ávalos Castañeda, con quien contrajo nupcias en la Ciudad de México en 1971. Ambos tomaron la decisión de conocer el proceso chileno del gobierno de la Unidad Popular por lo que viajaron para vivir en Chile apoyando al gobierno de Salvador Allende. Luego de establecerse en Santiago, viajaron a la IV región a la localidad de Vicuña, donde Bernardo obtuvo un trabajo, asesorando al gobernador de la región, un dirigente de la Izquierda Cristiana. Luego del Golpe Militar del 11 de septiembre de 1973, el estar viviendo en una localidad donde todos se conocían, compañeros de izquierda llevaron al matrimonio, con su hijo Ernesto, a Gualliguaica, a una estación de tren abandonada de las afueras de Vicuña, luego estuvieron escondidos en unas cuevas. Un taxista que conoció esta situación los delató ante los militares del Regimiento de La Serena.
El 8 de diciembre de 1973, un pelotón de miembros del Ejército, del Regimiento de La Serena, llegó al lugar donde se encontraba el matrimonio y su hijo. Dispararon a Rosario, quién fue ejecutada. Bernardo volvió a la cueva al escuchar los disparos, también le dispararon falleciendo en el lugar. El pequeño Ernesto fue llevado por los militares luego que estos enterraran los cuerpos en el lugar. Desde el regimiento de La Serena militares llevaron a Ernesto a la casa de unas monjas, la Casa de la Providencia. La abuela paterna logró encontrar al niño y pudo llevarlo a su hogar a Buenos Aires, el niño Ernesto creció junto a sus abuelos paternos.

## Informe Rettig
Familiares del matrimonio Lejderman Ávalos presentaron el caso ante la Comisión Rettig, Comisión de Verdad que tuvo la misión de calificar casos de detenidos desaparecidos y ejecutados durante la dictadura. Sobre el caso de matrimonio Lejderman Ávalos, el Informe Rettig señaló que:

“El 8 de diciembre de 1973 fueron muertos por una patrulla militar de la dotación del Regimiento Arica de La Serena, Bernardo Mario LEJDERMAN KONUJOWSKA, de nacionalidad argentina, 30 años de edad y su cónyuge María del Rosario AVALOS CASTAÑEDA, de nacionalidad mexicana, 24 años de edad, en el sector de Guallihuaica, al interior de Vicuña.  En la época señalada, la pareja de extranjeros, junto a su hijo de un año y medio de edad, se encontraba en el lugar mencionado, al parecer escondidos y con la intención de salir hacia Argentina.  El 8 de diciembre de 1973 llegó hasta allí una patrulla militar acompañados por una persona que había sido detenida previamente y a quien se conminó a señalar el lugar en que se hallaban Lejderman y su cónyuge.  Dicha persona fue obligada a permanecer oculta mientras los efectivos militares se aproximaron a los dos afectados, pudiendo oír disparos de metralleta.  Luego, el oficial a cargo de la patrulla regresó donde el testigo y le ordenó enterrar el cuerpo de la mujer, señalándole que ambos se habían suicidado.  Al día siguiente la misma persona, ya en libertad, regresó para enterrar el otro cuerpo.  Así lo declaró ante el juez del Segundo Juzgado de Letras de Vicuña en proceso por inhumación ilegal de cadáveres, llevada a cabo en Agosto de 1990.  El hijo de la pareja fue entregado por los militares a una casa de religiosas, desde donde fue retirado tiempo después por la familia de la madre.  El cuerpo de María Avalos fue sepultado en 1974, a requerimiento de representantes diplomáticos de su país de origen, y el de Bernardo Lejderman, en agosto de 1990.

En resolución 397 del 10 de abril de 1974 el Director Zonal del Ministerio de Salud Pública, que autorizó la exhumación de los restos de María Avalos, da como causa de su muerte " el estallido de dinamita", que junto a otras versiones públicas emitidas en la época hacen aparecer la muerte como un presunto suicidio con explosivos. 
La convicción de la Comisión en el caso presente, es que el matrimonio Lejderman Avalos fue ejecutado por agentes del Estado al margen de todo juicio, en mérito de lo siguiente:
El relato del testigo que escuchó disparos, que no percibió resistencia de los afectados frente a la patrulla militar y vio los cuerpos ametrallados de las víctimas cuando debió sepultarlos.
El estado en que se encontraron los restos de María Avalos en 1974, que permitieron su identificación.  
El estado en que estaban los restos de Bernardo Lejdermann, exhumados 17 años después de su muerte.  Su acta de defunción, señala como causa de la muerte, "enfrentamiento con militares".  

La patrulla militar que actuó en los hechos tenía capacidad suficiente como para arrestar a los afectados, sin necesidad de darles muerte, si se tenían cargos en su contra”.

## Proceso judicial en democracia
El caso judicial del matrimonio Lejderman Ávalos fue investigado por ministro de la Corte de Apelaciones de Santiago, Joaquín Billard  dictando el 14 de abril de 2006. El magistrado absolvió a los cuatro militares procesados en esta causa, al aplicar la institución de la “cosa juzgada”. El magistrado decidió no aplicar ninguna sanción penal al excomandante del Regimiento Arica, Ariosto Lapostol Orrego; al capitán Fernando Polanco Gallardo, jefe de inteligencia de esa unidad, y a los suboficiales Luis Humberto Fernández Monje y Héctor Vallejos Birtiola, en su calidad de autores de los delitos de homicidio calificado. El magistrado justificó su resolución en que estos mismos hechos habían sido investigados por el Segundo Juzgado Militar de Santiago, instancia que en marzo de 1992 determinó sobreseer total y definitivamente este proceso por la supuesta prescripción del delito, decisión que fue confirmada por la Corte Marcial en julio de 1993. El dictamen del ministro fue bastante cuestionado por abogados de derechos humanos, ya que contraviene todo lo actuado por la justicia chilena en los últimos años, ya que diversas resoluciones han establecido que los delitos de lesa humanidad no son prescriptibles y, por otro lado, que la institución de la “cosa juzgada” sólo es aplicable cuando existe una investigación por los mismos hechos que haya concluido con la condena o absolución de los imputados, pero no por la extinción de la acción penal.
Ernesto Lejderman, señaló que “estoy profundamente deprimido. Antes del fallo estaba muy entusiasmado con los avances que había logrado el proceso en este último año, por eso no entiendo lo que ocurrió ahora. A través de mi abogado vamos a apelar de esta resolución, porque todavía hay que determinar quiénes fueron todos los autores de este crimen”.
En segunda instancia el 8 de diciembre del 2007 la Novena Sala de la Corte de Apelaciones de Santiago en decisión dividida, la Sala integrada por los ministros Juan Escobar Zepeda, Juan Manuel Muñoz Pardo y el abogado integrante Rodrigo Asenjo Zegers, condenó a los ex oficiales de Ejército Fernando Guillermo Santiago Polanco Gallardo, Luis Humberto Fernández Monje y Héctor Omar Vallejos Birtiola, a penas de 10 años y un día de presidio por los homicidios del matrimonio de Bernardo Mario Lejderman Konujowska (argentino) y María del Rosario Ávalos Castañeda (mexicana). El fallo, además, absolvió al exoficial de Ejército Ariosto Alberto Francisco Lapostol Orrego por falta de participación en los hechos. El magistrado Escobar y el abogado integrante Asenjo (redactor del fallo) fueron partidarios de revocar la sentencia de primera instancia del ministro de fuero Joaquín Billard Acuña, quien el 14 de julio de 2006, absolvió a los cuatro oficiales aplicando la figura de la prescripción de la acción penal.
Los jueces de mayoría determinaron que los homicidios del matrimonio Lejderman Ávalos son crímenes de lesa humanidad por lo tanto imprescriptibles tanto desde el punto de vista penal. En tanto, el ministro Muñoz Pardo (voto de minoría) fue partidario de confirmar la resolución del juez Billard y aplicar la figura de la prescripción al estimar que en Chile no rigen la Convención sobre Imprescriptibilidad de los Crímenes de Guerra y los denominados Convenios de Ginebra, ya que ambos instrumentos internacionales no han sido aprobados por Chile.
El 25 de mayo de 2009 la Sala Penal de la Corte Suprema dictó sentencia definitiva en la investigación por los homicidios calificados de Bernardo Lejderman (argentino) y María del Rosario Ávalos (mexicana). En fallo dividido la Sala Penal del máximo tribunal del país -integrada por los ministros Nibaldo Segura, Rubén Ballesteros, Jaime Rodríguez, Carlos Künsemüller y el abogado integrante Domingo Hernández- determinó las siguientes condenas:
- Fernando Polanco Gallardo: 5 años y un día de presidio. Sin beneficios.
- Héctor Vallejos Birtiola: 5 años y un día de presidio. Sin beneficios.
- Luis Fernández Monjes: 5 años y un día de presidio. Sin beneficios.
- Ariosto Lapostol Orrego: absuelto por falta de participación.

En el aspecto penal, la sentencia se dictó con el voto en contra de los ministros Segura y Ballesteros, quienes estuvieron por acoger la figura de la prescripción de la acción penal y absolver a todos los involucrados en el hecho.